# Sudha-Automuseum

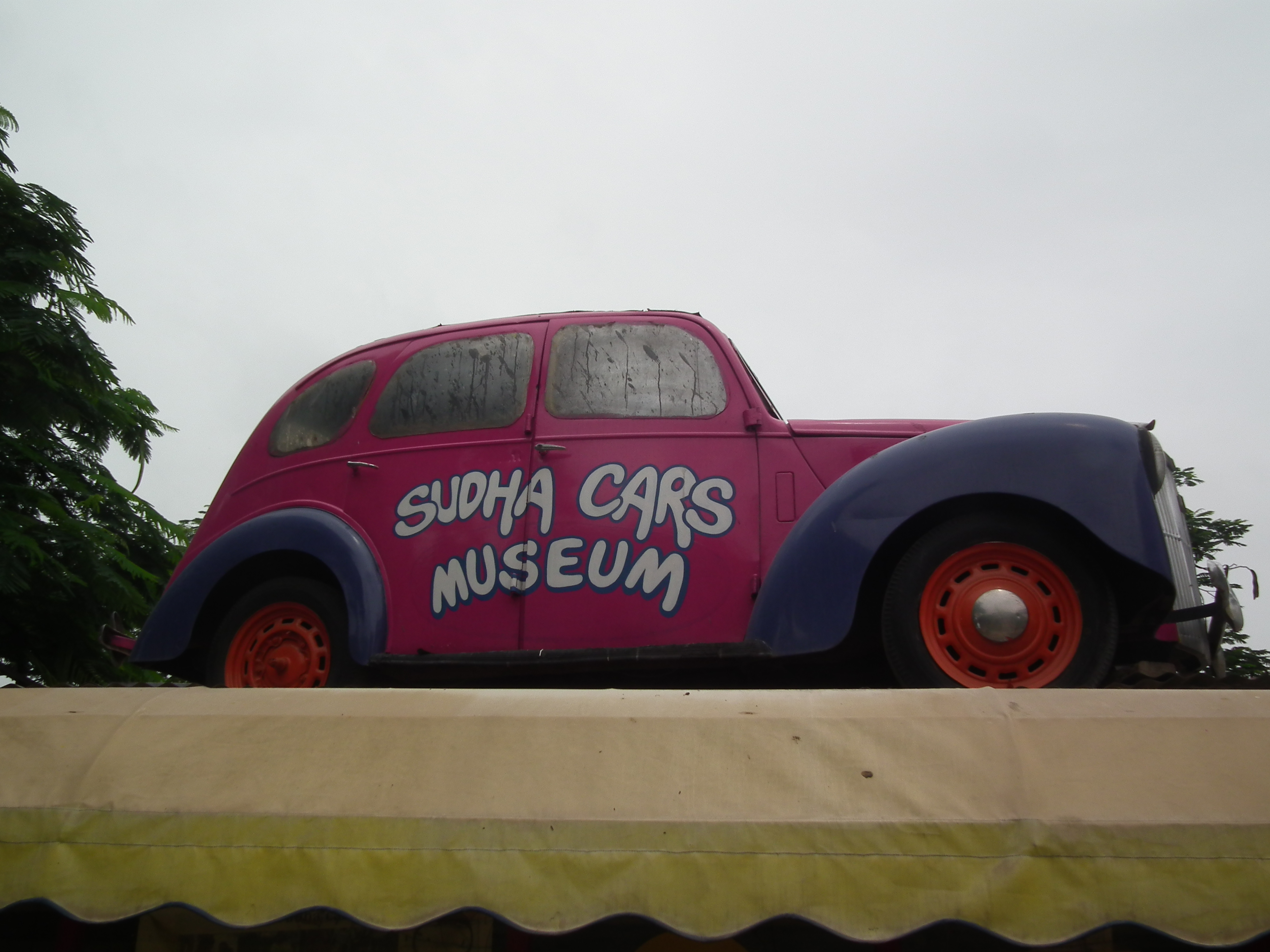
Sudha-Automuseum

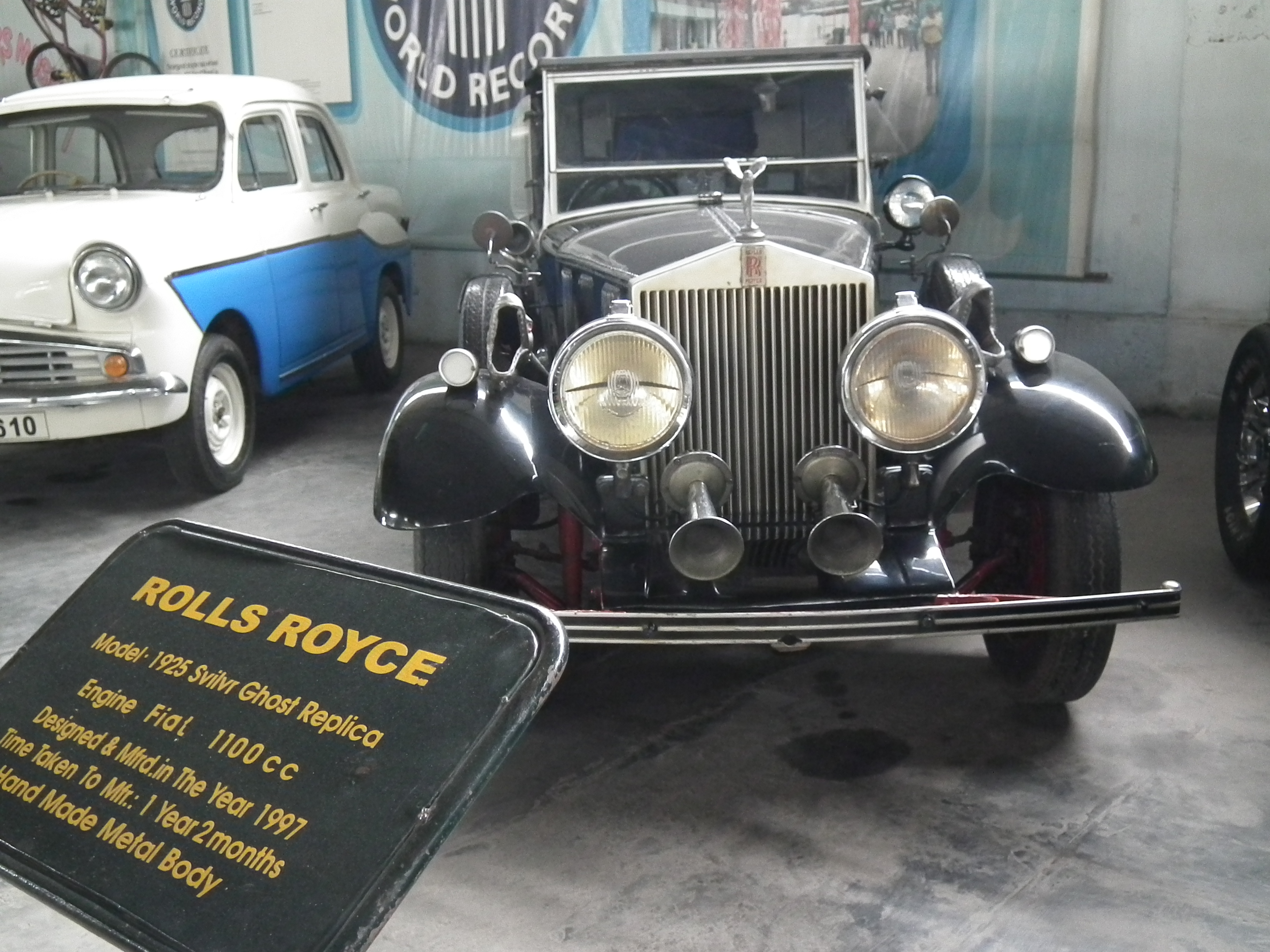
Rolls-Royce Silver Ghost, Replikat mit Fiatmotor

Das Sudha-Automuseum ist ein Museum für Fahrzeuge in Hyderabad, das von Kanyaboyina Sudhakar gegründet wurde und betrieben wird. Es beherbergt in drei Ausstellungshallen und einem Freigelände über 150 skurrile, zum größten Teil fahrbereite Exponate. 

## Geschichte
Das Museum beherbergt in drei Ausstellungshallen und einem Freigelände über 150 skurrile, mehrheitlich fahrbereite Fahrzeuge, bei denen es sich teils um Replikate und teils um Fahrzeuge in Form von Alltagsgegenständen handelt. So gibt es unter anderem Fahrzeuge in Form eines Bettes, eines Sofas, eines Pumps oder einer Toilette. Die Fahrzeuge wurden vom Museumsgründer selbst entworfen und in Handarbeit gefertigt. Es handelt sich dabei ausschließlich um Einzelstücke, die hauptsächlich aus den Resten anderer Fahrzeuge oder Altmetall entstanden.
Die Ideen zum Design bezieht Sudhakar nach eigenen Angaben oft aus „besonderen Gelegenheiten“. So entstanden das school kid’s pencil box car, das sharpener car, das pen car und das pencil car anlässlich eines Kindertages; nach dem Welt-AIDS-Tag entstand ein Fahrzeug in Form eines Kondoms.

## Rezeption
Der Eigentümer des Museums hält den Guinness-Weltrekord für das größte Dreirad. Ein weiterer Rekordversuch war The Largest Stationary Art Car Model, eine 29 Fuß hohe Replik eines Ford Tourer von 1922.
Das Museum wird in Reiseführern zu Indien sowie der „Liste der 100 skurrilsten Museen“ erwähnt.